# Глафировка (Краснодарский край)
Глафи́ровка — село в Щербиновском районе Краснодарского края России.
Образует Глафировское сельское поселение, являясь его административным центром.
Морской курорт.
Постоянное население курорта — 1,6 тыс. человек.

## География
Расположен на восточном берегу Азовского моря.
К югу от посёлка протянулась 6,6-километровая Глафировская коса, которая отделяет Ейский лиман от Таганрогского залива. Косу завершают Птичьи острова.
Большая часть дорог Глафировки асфальтирована. Воды лимана летом прогреваются до +33 градусов. В 3,5 км к западу от Глафировки расположен остров Ейская коса (Зелёный остров) с быстрыми и опасными течениями в проливе.

## История
Село было основано в 1784 году в Ростовском уезде Екатеринославской губернии, после освобождения края от Османского владычества. Своё название село получило по имени его бывшей владелицы — барыни Глафиры Романовой. Особенно интенсивно началось его заселение после 1810 года, когда сюда начали прибывать русские поселенцы — великороссы и украинцы. Здесь также оседали беглые крестьяне, казаки, немецкие поселенцы, армяне и греки.
По данным переписи 1897 года в Глафировке насчитывалось 510 дворов при общем населении 3368 человек (1742 мужчины и 1626 женщин).

## Население
| 2002  | 2010  | 2012  | 2013  | 2014  | 2015  |
| ----- | ----- | ----- | ----- | ----- | ----- |
| 1684  | ↘1627 | ↘1611 | ↘1595 | ↘1594 | ↘1578 |
| 2016  | 2017  | 2018  | 2019  | 2020  | 2021  |
| ↘1572 | ↘1564 | ↘1543 | ↘1528 | ↗1529 | ↘1209 |
| 2023  |       |       |       |       |       |
| ↘1192 |       |       |       |       |       |

## Известные жители
- Нонна Викторовна Мордюкова (25 ноября 1925 — 6 июля 2008) — советская и российская актриса театра и кино. Провела здесь детство. Здесь же работала её мать, Мордюкова (урождённая Зайковская) Ирина Петровна, была председателем колхоза.